# Агнес фон Саксония-Витенберг
Агнес фон Саксония-Витенберг (на немски: Agnes von Sachsen-Wittenberg; * ок. 1310, † 4 януари 1338) е принцеса от род Аскани от Саксония-Витенберг и чрез женитба княгиня на Анхалт-Бернбург.
Тя е дъщеря на херцог и курфюрст Рудолф I от Саксония-Витенберг (1284–1356) и първата му съпруга маркграфиня Юта (Бригита) от Бранденбург († 9 май 1328), дъщеря на маркграф Ото V фон Бранденбург. По баща е внучка на курфюрст Албрехт II от Саксония-Витенберг и на Агнес фон Хабсбург, дъщеря на римско-немския крал Рудолф I и сестра на крал Албрехт I.
Агнес се омъжва на 8 май 1328 г. за княз Бернхард III фон Анхалт-Бернбург (* ок. 1300; † 20 август 1348) от фамилията Аскани. Тя е първата му съпруга. Херцог Бернхард III от Саксония е прапрадядо на двамата. Те имат децата:
- Бернхард IV († 28 юни 1354), княз на Анхалт-Бернбург
- Катарина († 30 януари 1390), омъжена I: за херцог Магнус II от Брауншвайг; II: 1374 за Албрехт, княз на Люнебург
- Хайнрих IV († 7 юли 1374), княз на Анхалт-Бернбург
- Албрехт († 1 август 1336)
- София († 18 декември 1362), омъжена на 12 март 1346 за херцог Вилхелм II (Брауншвайг-Люнебург).